# بين هينان
بين هينان هو لاعب كرة قدم كندية كندي، ولد في 5 فبراير 1990 في ريجاينا في كندا.